# Quinquennalia
Les Quinquennalia étaient des fêtes instituées par Néron en 60 de notre ère à l'imitation des Olympiades grecques. Comme celles-ci, elles étaient célébrées à la fin de chaque quatrième année. Elles consistaient en concours de musique, de gymnastique et d'art équestre et étaient appelées Neronia,,. Suétone et Tacite affirment que c'est Néron qui, pour la première fois, introduisit de tels jeux à Rome. Les Quinquennalia, instituées en l'honneur de Jules César et d'Auguste, demeurèrent limitées à l'Italie et aux provinces romaines. Les Quinquennalia de Néron ne lui survécurent pas. Toutefois, Domitien les réinstitua en 90 de notre ère en l'honneur de Jupiter Capitolin.
Sur le déroulement de ces jeux, on pourra lire la description de Suétone ici et celle de Tacite ici.